# Freddie van der Goes
Freddie van der Goes (n. 26 noiembrie 1908, Pretoria, Africa de Sud – d. 24 octombrie 1976, Pretoria, Africa de Sud) a fost o înotătoare ce a reprezentat Africa de Sud, medaliată olimpică. A participat la o ediție a Jocurilor Olimpice (1928) în care a câștigat o medalie de bronz.

## Participări
Lista de mai jos prezintă principalele competiții la care a participat Freddie van der Goes de-a lungul carierei.
- swimming at the 1928 Summer Olympics – women's 4 × 100 metre freestyle relay[*]